# 6. Militär-Fußball-Weltmeisterschaft der Frauen
Das 6. Turnier um die Militär-Fußball-Weltmeisterschaft der Frauen wurde vom 10. bis zum 20. Oktober 2007 im Rahmen der 4. Militärweltspiele im indischen Hyderabad ausgetragen. Es nahmem jeweils drei Mannschaften in zwei Gruppen teil. Die nordkoreanische Mannschaft gewann mit einem 5:0-Finalsieg gegen Deutschland den Titel. 

## Gruppe A
| Pl. | Land        | Sp. | S | U | N | Tore    | Diff. | Punkte |
| --- | ----------- | --- | - | - | - | ------- | ----- | ------ |
| 1.  | Nordkorea   | 2   | 2 | 0 | 0 | 008:000 | +8    | 06     |
| 2.  | Deutschland | 2   | 1 | 0 | 1 | 001:400 | −3    | 03     |
| 3.  | USA         | 2   | 0 | 0 | 2 | 000:500 | −5    | 0      |

|             |   |             |     |
| Nordkorea   | – | USA         | 4:0 |
| Deutschland | – | USA         | 1:0 |
| Nordkorea   | – | Deutschland | 4:0 |

## Gruppe B
| Pl. | Land        | Sp. | S | U | N | Tore    | Diff. | Punkte |
| --- | ----------- | --- | - | - | - | ------- | ----- | ------ |
| 1.  | Frankreich  | 2   | 1 | 0 | 1 | 005:100 | +4    | 03     |
| 2.  | Niederlande | 2   | 1 | 0 | 1 | 005:200 | +3    | 03     |
| 3.  | Kanada      | 2   | 1 | 0 | 1 | 000:700 | −7    | 03     |

|             |   |             |     |
| Niederlande | – | Kanada      | 4:0 |
| Frankreich  | – | Niederlande | 2:1 |
| Frankreich  | – | Kanada      | 3:0 |

## Halbfinale
|             |   |             |     |
| Nordkorea   | – | Niederlande | 5:1 |
| Deutschland | – | Frankreich  | 2:1 |

## Spiel um Platz 3
|            |   |             |     |
| Frankreich | – | Niederlande | 1:0 |

## Finale
|           |   |             |     |
| Nordkorea | – | Deutschland | 5:0 |